# 何毓藻
何毓藻（1791年9月27日—1853年1月9日），字荷舫，號芸樵，陝西省寶雞縣人。
乾隆五十六年八月三十日生，嘉慶十八年（1813年）拔貢、二十一年（1816年）丙子科舉人。道光九年（1829年）任陝西三水縣訓導，創修節孝祠，主講石門書院。道光二十五年（1845年）三月至三十年（1850年）十一月署四川冕寧縣知縣。咸豐元年（1851年）署四川鄰水縣知縣，鄰水有余姓人，為一山場相互爭訟五十年。經歷了十七任縣官的審理，文書案卷積累了一尺多厚也沒有結案。何芸樵到任後，細心閱讀案卷，詳細調查，反覆審問各方。最後公平地解決了這一問題，不僅使數十年的積案結案，而且余姓全族人都服從判決，不再爭訟。歷任四川新寧縣、西昌縣、彭山縣等縣知縣。咸丰二年（1852年）腊月初一日病逝。先後主持紫微、宜山、石門、瀛州四書院。